# Tân Sơn Hòa
Tân Sơn Hòa là một phường thuộc Thành phố Hồ Chí Minh, Việt Nam.

## Địa lý
Phường Tân Sơn Hòa có vị trí địa lý:
- Phía tây bắc giáp phường Hạnh Thông
- Phía bắc giáp phường Đức Nhuận
- Phía nam giáp phường Tân Sơn Nhất
- Phía đông bắc giáp phường Phú Nhuận
- Phía tây giáp phường Tân Sơn

Phường Tân Sơn Hòa có diện tích 2,61 km², dân số năm 2025 là 58.783 người, mật độ dân số đạt 22.522 người/km².

## Lịch sử
Ngày 16 tháng 6 năm 2025, Ủy ban Thường vụ Quốc hội ban hành Nghị quyết số 1685/NQ-UBTVQH15 về việc sắp xếp các đơn vị hành chính cấp xã của Thành phố Hồ Chí Minh năm 2025 (có hiệu lực từ ngày 16 tháng 6 năm 2025). Theo đó, sắp xếp toàn bộ diện tích tự nhiên, quy mô dân số của phường 1, phường 2 và phường 3 của quận Tân Bình cũ thành phường Tân Sơn Hòa.